# Kazuma Ikarino
Kazuma Ikarino (碇野 壱馬 Ikarino Kazuma?, nacido el 31 de mayo de 1986 en Hiroshima) es un exfutbolista japonés. Jugaba de defensa y su último club fue el Renofa Yamaguchi FC de Japón.

## Trayectoria

### Clubes
| Club                | País  | Año         |
| ------------------- | ----- | ----------- |
| Ohara JaSRA         | Japón | 2005 - 2007 |
| AC Nagano Parceiro  | Japón | 2008 - 2009 |
| Renofa Yamaguchi FC | Japón | 2010 - 2015 |

## Estadística de carrera

### J. League
| Club                | Año   | J. League | J. League | Copa J. League | Copa J. League | Total | Total |
| Club                | Año   | Part.     | Goles     | Part.          | Goles          | Part. | Goles |
| ------------------- | ----- | --------- | --------- | -------------- | -------------- | ----- | ----- |
| Renofa Yamaguchi FC | 2015  | 3         | 0         | -              | -              | 3     | 0     |
| Total               | Total | 3         | 0         | 0              | 0              | 3     | 0     |

## Palmarés

### Títulos nacionales
| Título    | Club                | País  | Año  |
| --------- | ------------------- | ----- | ---- |
| J3 League | Renofa Yamaguchi FC | Japón | 2015 |